# Kardaiłowo
Kardaiłowo (ros. Кардаилово) – wieś (sieło) w Rosji, w obwodzie orenburskim, w rejonie ileckim. W 2021 liczyła 2644 mieszkańców.